# كأس الخليج للأندية 2012–13
كأس الخليج للأندية 2012–13 هو موسم من كأس الخليج للأندية. شارك فيه  12 فريقاً، وفاز فيه نادي بني ياس.